# Gregor Richter (Oberpfarrer)
Gregor Richter, latinisiert Gregorius Richterus, (* 1. Februar 1560 in Görlitz; † 14. August 1624 ebenda) war ein deutscher evangelischer Theologe und Gymnasiallehrer, der als der größte Widersacher von Jacob Böhme gilt.

## Leben

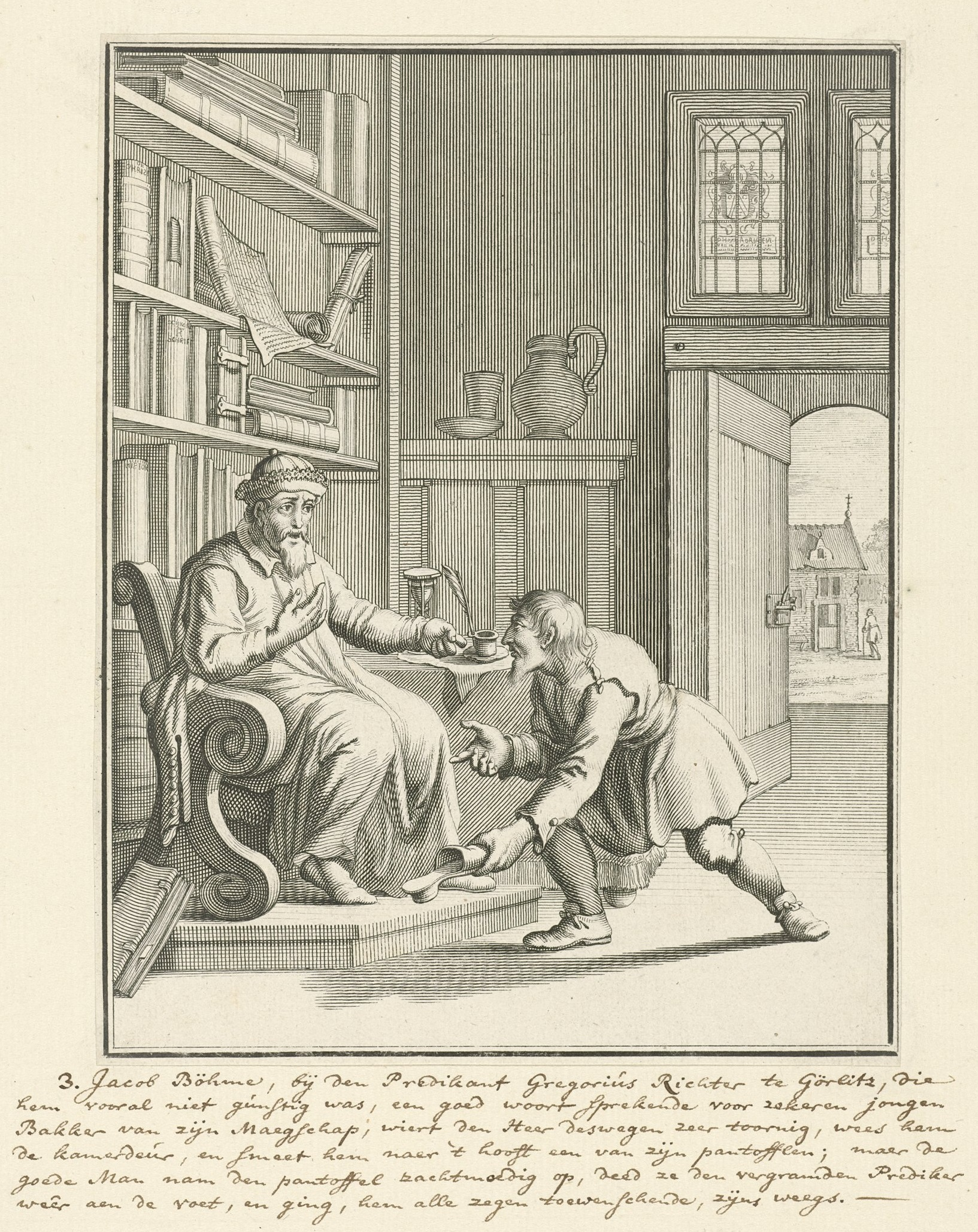
Joseph Mulder (Amsterdam 1686): Darstellung einer vielleicht legendarischen Episode aus dem Leben Jakob Böhmes. Die niederländische Beschriftung bedeutet: „Jakob Böhme bei dem Prediger Gregor Richter in Görlitz, der ihm vor allen feindselig war, ein gutes Wort einlegend für einen gewissen jungen Bäcker aus seiner Anhängerschaft. Der Herr wurde deswegen sehr zornig, wies ihm die Kammertür und warf ihm einen seiner Pantoffeln an den Kopf. Aber der gute Mann nahm den Pantoffel sanftmütig auf, steckte ihn dem erbosten Prediger wieder an den Fuß und ging, ihm allen Segen wünschend, seines Wegs.“

Gregor Richter wurde 1560 als Sohn des späteren Klosterschmiedes von Ostritz in Görlitz geboren. In Breslau besuchte er ab 1576 die höhere Schule und studierte Theologie an der Universität Frankfurt (Oder). Im Jahre 1584 wurde Gregor Richter Lehrer am Gymnasium in Görlitz und wechselte 1587 als Pfarrer nach Rauscha bei Görlitz. Drei Jahre später kehrte er nach Görlitz zurück, um hier zunächst als Diakon und ab 1595 als Archidiakon zu wirken. 1606 wurde er Pastor primarius in Görlitz und war als solcher einer der größten theologischen Widersacher von Jacob Böhme, der Mitglied seiner Gemeinde an der Görlitzer Peter-und-Pauls-Kirche war. Nachdem Böhmes 1612 verfasste Erstlingsschrift Aurora in Abschriften bekannt wurde, bezichtigte Richter ihn der Häresie. Daraufhin wurde Böhme vom Stadtrat kurzzeitig arrestiert und mit einem Schreibverbot belegt, an das er sich einige Jahre hielt. Als ein Vierteljahr nach Richter auch Böhme starb, besudelte die verhetzte Einwohnerschaft dessen Grabstätte auf dem Görlitzer Nikolaikirchhof.
Die Glaubenskongregation der Römisch-Katholischen Kirche setzte per Dekret 1608 sämtliche Werke Richters auf den Index der verbotenen Bücher.

## Werke (Auswahl)
- Coniugio clariss. viri Jacobi Monavii gratulantur amici Gorlicenses, 1589.
- Nuptiis Johannis Rambae Lipsensis et Marthae Fritschiae Gorlicensis carmina [...] ab amicis scripta, 1591.
- Iudicia florentis scholae Melanthonis, 1592.
- Axiomata politica, 1602–1604.
- Editio nova axiomatum oeconomicorum, 1604.

## Familie
Am 15. Juni 1587 heiratete er Elisabeth, die Tochter von Zacharias Willer aus Görlitz. Aus dieser Ehe gingen drei Kinder hervor, die den Vater überlebten.